# Slotervaart (tuinstad)

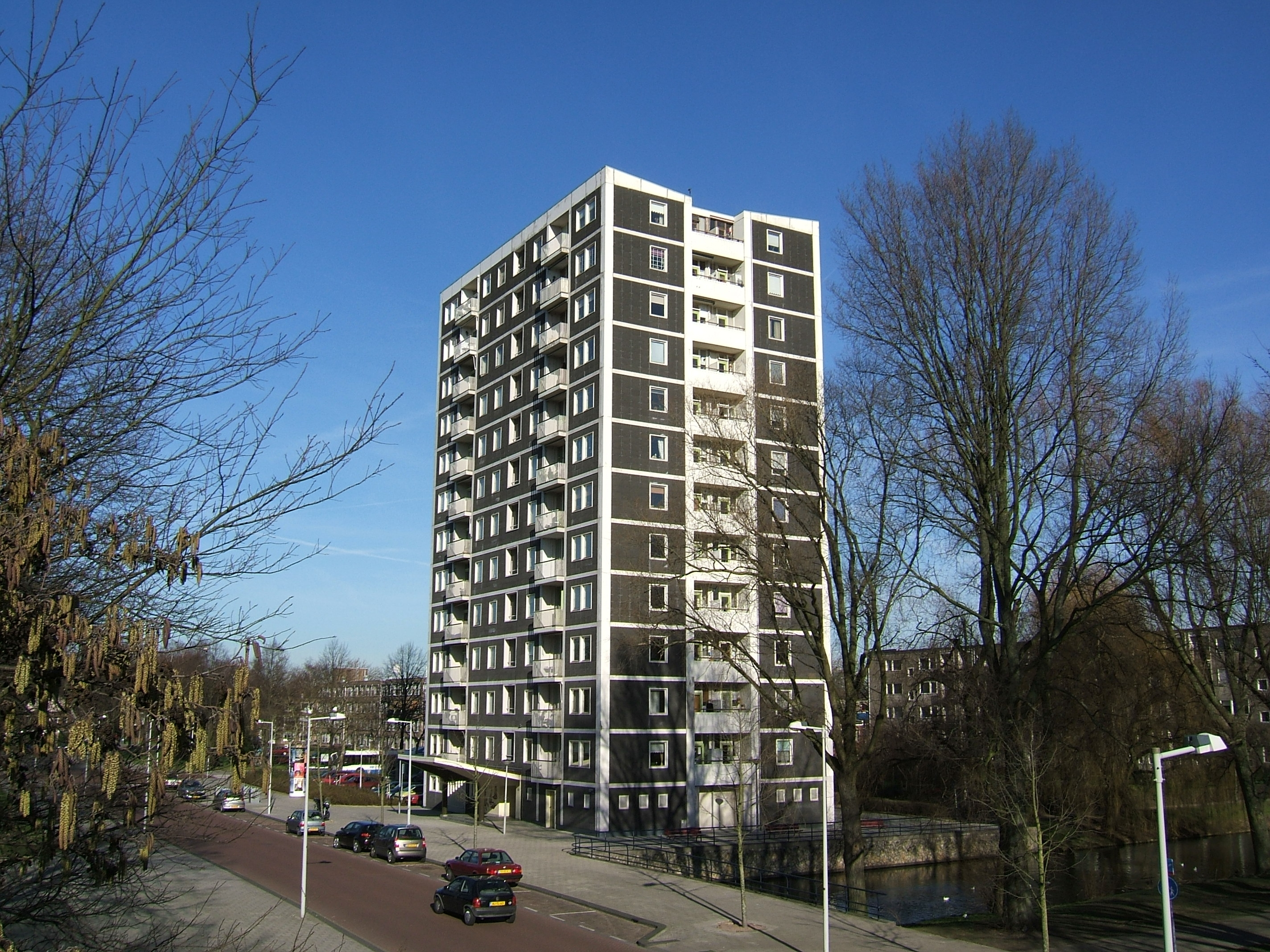
Torenflat van de Sloterhof.

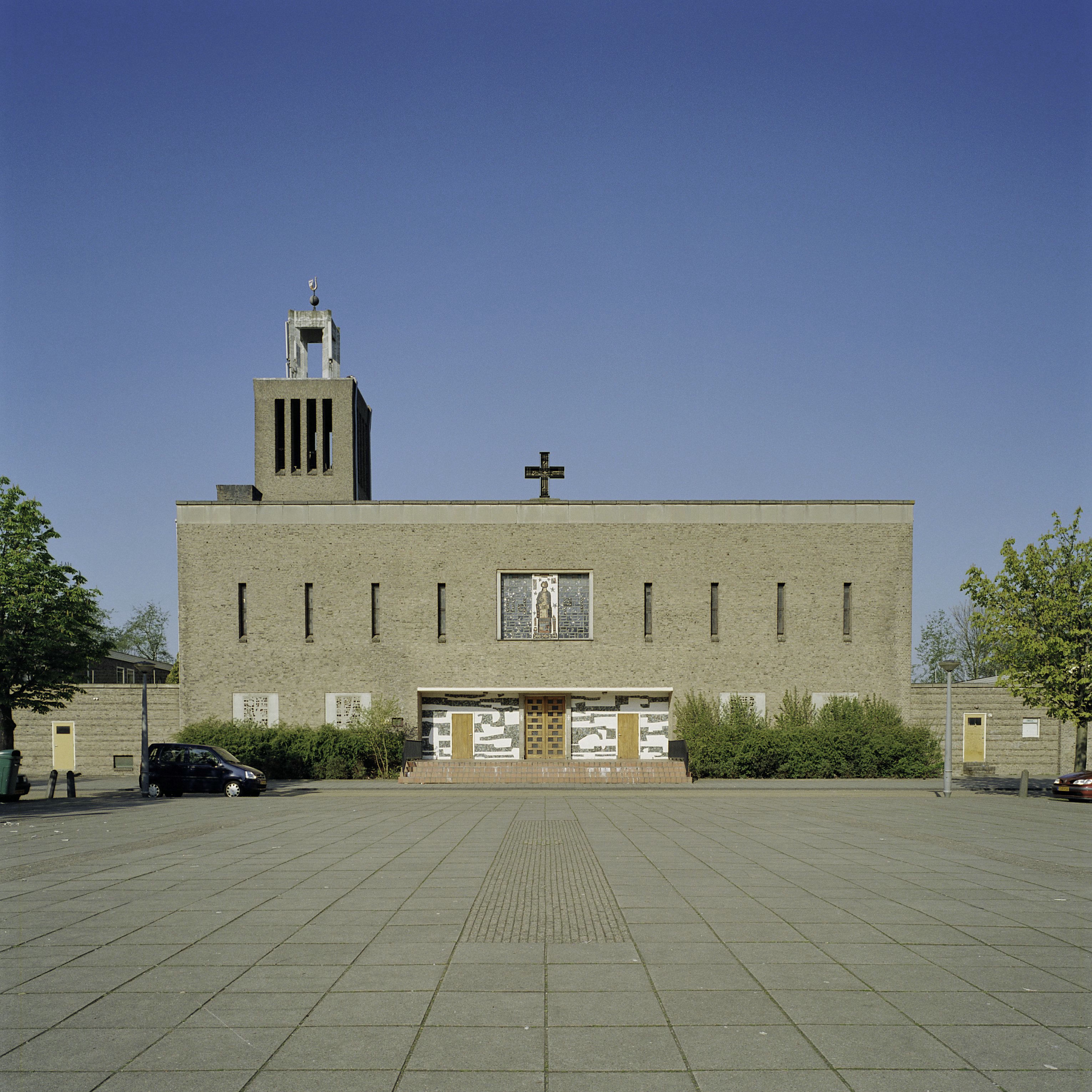
De in 1960 gebouwde en in 2008 gesloopte Pius X-kerk aan de Jacob Geelstraat in Slotervaart.

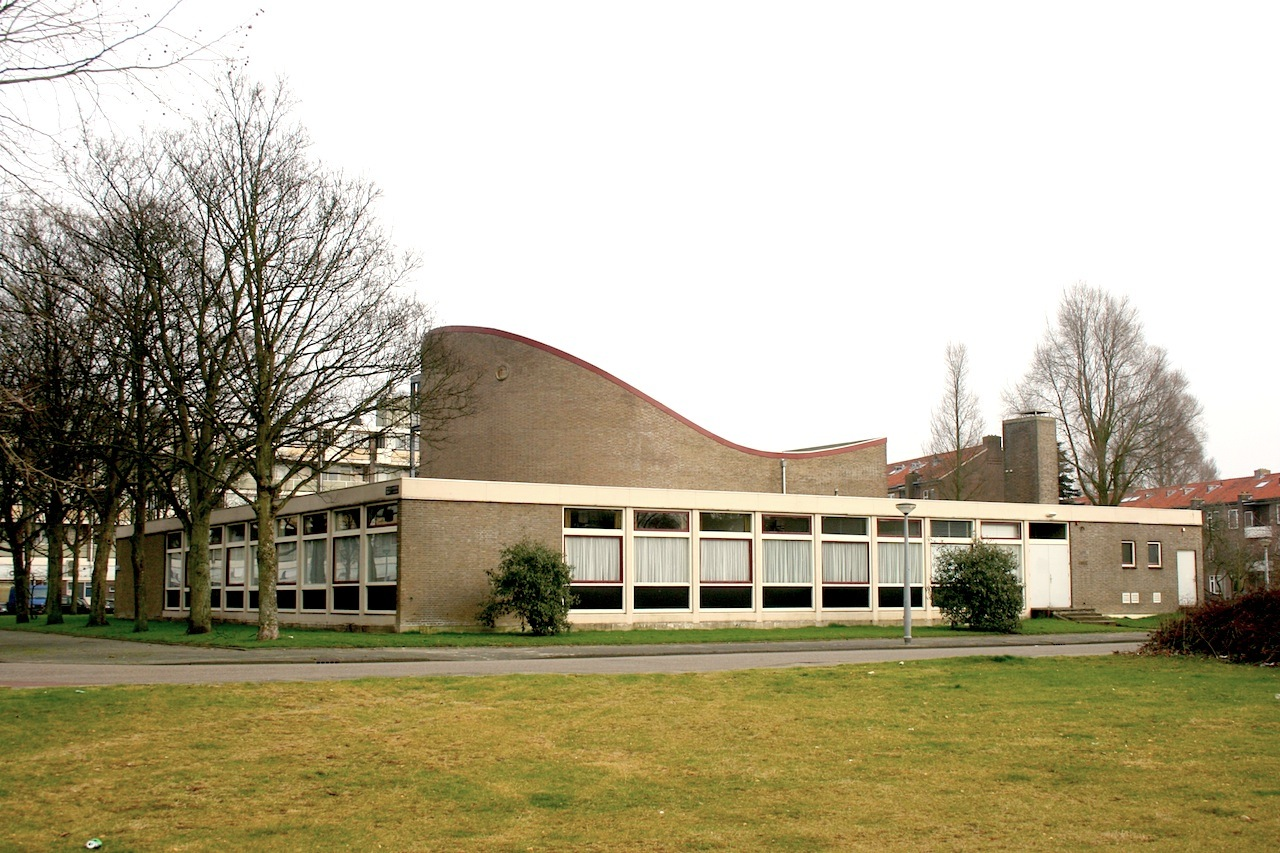
Hervormde Kerk De Ark, Slotervaart, Amsterdam Nieuw-West.

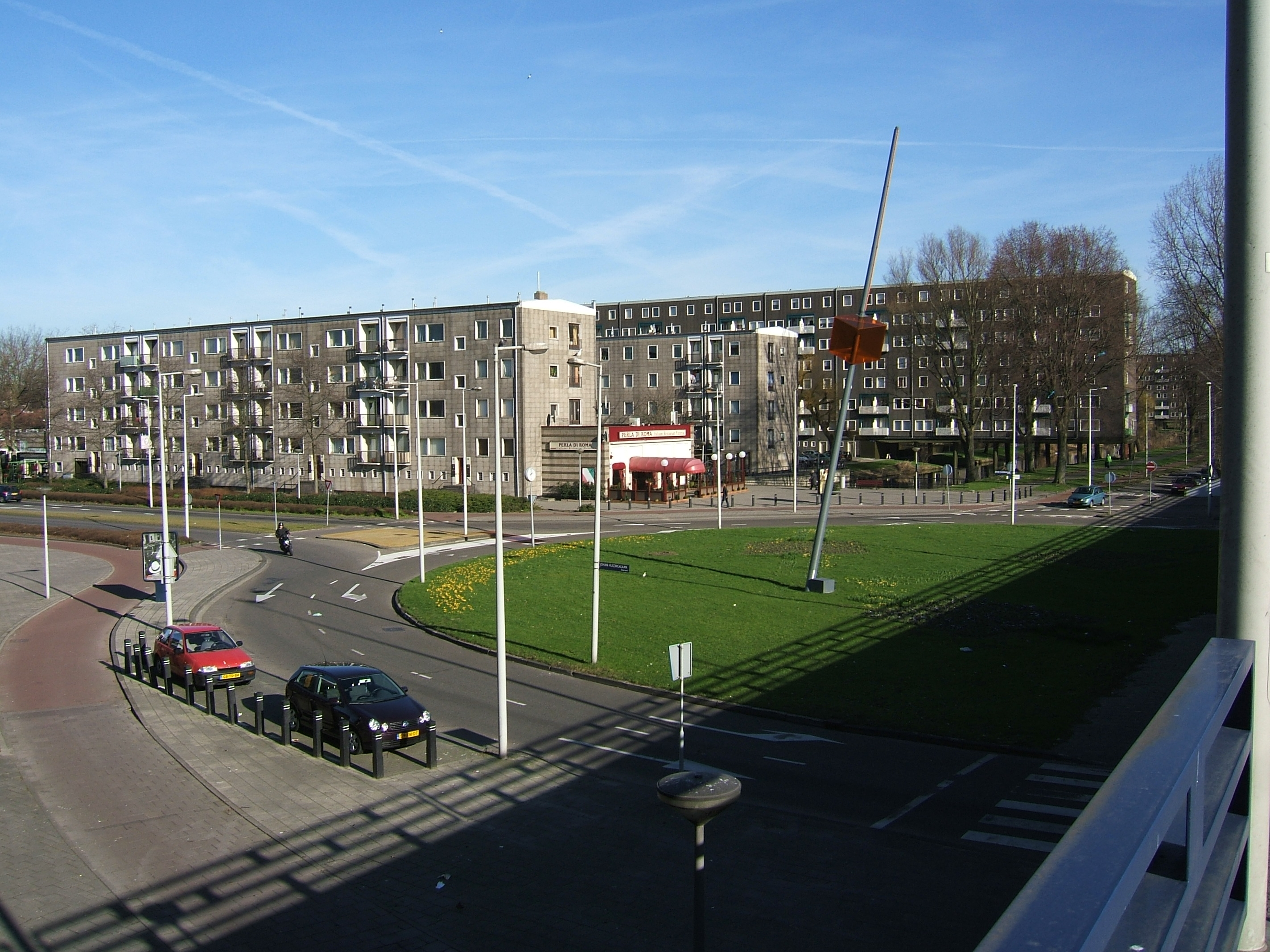
Sloterhof gezien vanaf het viaduct in de Cornelis Lelylaan over de Johan Huizingalaan.

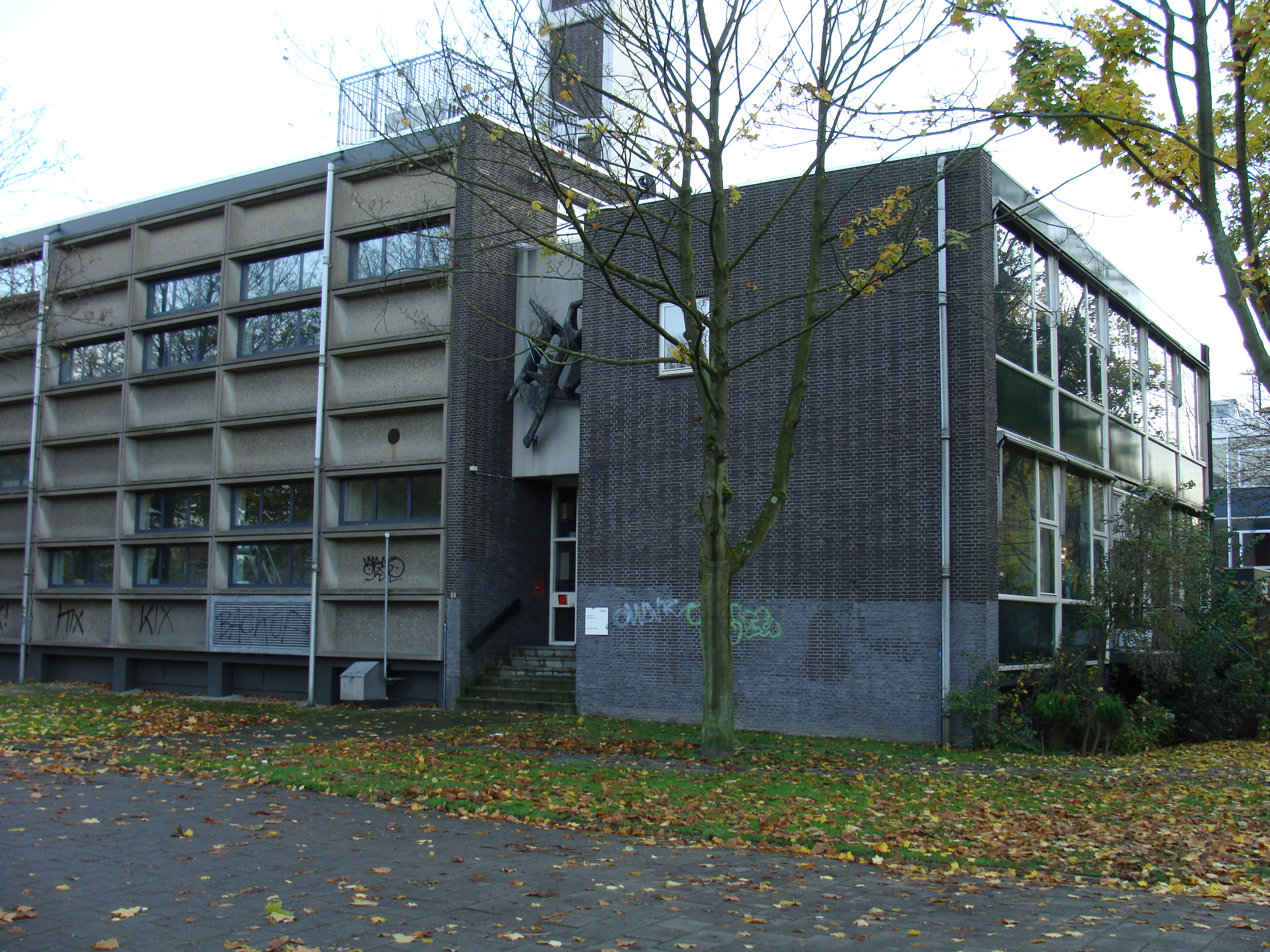
Telefooncentrale Slotervaart aan de Plesmanlaan.

Slotervaart (Tuinstad Slotervaart) is een wijk in de Westelijke Tuinsteden in Amsterdam.

## Slotervaart (water)
De naam van de wijk is ontleend aan de waterweg Slotervaart die in de middeleeuwen het dorp Sloten verbond met de Overtoomse Sluis. Het water langs de Heemstedestraat/Plesmanlaan draagt nu deze naam.

## Geschiedenis
Net als de andere westelijke tuinsteden maakte Slotervaart deel uit van het Algemeen Uitbreidingsplan, dat in 1935 werd ontworpen door Cornelis van Eesteren en in 1939 vastgesteld door de gemeenteraad van Amsterdam. De eerste paal voor de Tuinstad Slotervaart werd geslagen in 1954. Op 19 oktober 1955 konden de eerste bewoners, het echtpaar Charmant, hun woning in gebruik nemen.
De wijk bestaat uit een mengeling van laag, middel, en hoogbouw en was begin de jaren zestig volgebouwd. In Slotervaart zijn straten vernoemd naar onder andere geschiedschrijvers, waterbouwkundigen en toneelspelers.
In de jaren negentig kwam nog een uitbreiding aan de noordkant tot stand in de vorm van de wijk Oostoever Sloterplas. De straten zijn hier genoemd naar musea in Nederland en het buitenland. Voorheen lag hier de Rioolwaterzuiveringsinrichting West.
Slotervaart wordt begrensd door aan de oostkant de Ringspoorbaan, in het zuiden de Henk Sneevlietweg, in het westen de Christoffel Plantijngracht en Sloterpark/Sloterplas en in het noorden de Jan Evertsenstraat.
De eerste tramlijn die Slotervaart doorkruiste was tramlijn 17, die in 1962 komend van het Surinameplein als sneltramlijn over de Cornelis Lelylaan naar Osdorp ging rijden. In 1971 nam tramlijn 1 de route naar Osdorp over. Na de opening van het station Lelylaan aan de Ringspoorbaan in 1986, keerde tramlijn 17 in 1988 weer terug op zijn oude route, waar nu twee lijnen rijden.
In 1975 werd tramlijn 2 vanaf het Hoofddorpplein verlengd naar de Louwesweg, bij het toen geopende Slotervaartziekenhuis. In 1991 kwam de verlenging naar Nieuw Sloten tot stand.
Met de instelling van de stadsdelen werd de wijk in 1990 onderdeel van Slotervaart/Overtoomse Veld, in 2004 werd de naam verkort tot Slotervaart. Sinds 2010 maakt deze deel uit van het stadsdeel Nieuw-West.